# Spor o dědické právo
Jako spor o dědické právo se označuje situace, kdy o sobě někdo před skončením dědického řízení tvrdí, že je dědicem zůstavitele, a popírá dědické právo jiného dědice, který dědictví neodmítl.

## Právní a skutkový spor
Způsob řešení sporu o dědické právo závisí na tom, zda jde o spor právní, nebo skutkový.

### Právní spor
O právní spor jde v případě, že skutková tvrzení obou potenciálních dědiců jsou totožná, liší se však jejich právní posouzení situace. V takovém případě soud (soudní komisař) vyšetří podmínky dědického práva obou potenciálních dědiců a dále jedná jen s tím, u koho má za to, že je dědicem. Není-li ten, s nímž podle názoru soudu (soudního komisaře) nadále nemá být jednáno jako s dědicem, s tímto názorem srozuměn, je nutné o této otázce rozhodnout usnesením, proti němuž je přípustné odvolání.

### Skutkový spor
O skutkový spor jde v případě, že rozhodnutí o dědickém právu závisí na zjištění sporných skutečností. V takovém případě odkáže soud (soudní komisař) po marném pokusu o odstranění sporu dohodou účastníků toho z potenciálních dědiců, jehož dědické řízení se jeví jako méně pravděpodobné, aby své dědické právo uplatnil žalobou u soudu ve sporném řízení. Současně určí k podání žaloby lhůtu (zpravidla dvouměsíční - § 170 ZŘS). Není-li žaloba ve lhůtě podána, pokračuje soud (soudní komisař) v dědickém řízení bez zřetele na tohoto potenciálního dědice. Je-li žaloba ve lhůtě podána, soud (soudní komisař) dědické řízení přeruší do doby pravomocného skončení soudního řízení o žalobě.

## Spor o aktiva a pasiva dědictví
Od sporu o dědické právo je nutné odlišovat spor o aktiva a pasiva dědictví, kdy některý z dědiců tvrdí, že určité právo nebo dluh náleží do pozůstalosti, a jiný to popírá. Takový spor soud (soudní komisař) v dědickém řízení neřeší, nýbrž se omezí jen na zjištění spornosti příslušného aktiva či pasiva a do soupisu aktiv a pasiv takové právo či dluh nezahrne. To však nebrání tomu, aby se některý z dědiců domáhal svého práva žalobou u soudu mimo dědické řízení.